# Bundu
Bundu é um cidade no distrito de Ranchi, no estado indiano de Jharkhand.

## Geografia
Bundu está localizada a 23° 11′ N, 85° 35′ L. Tem uma altitude média de 337 metros (1105 pés).

## Demografia
Segundo o censo de 2001, Bundu tinha uma população de 18 505 habitantes. Os indivíduos do sexo masculino constituem 53% da população e os do sexo feminino 47%. Bundu tem uma taxa de literacia de 61%, superior à média nacional de 59,5%; a literacia no sexo masculino é de 72% e no sexo feminino é de 49%. 14% da população está abaixo dos 6 anos de idade.